# Монте-ді-Прочида
Монте-ді-Прочида (італ. Monte di Procida) — муніципалітет в Італії, у регіоні Кампанія,  метрополійне місто Неаполь.
Монте-ді-Прочида розташоване на відстані близько 180 км на південний схід від Рима, 18 км на захід від Неаполя.
Населення — 13 012 осіб (2014).
Щорічний фестиваль відбувається 15 серпня. Покровитель — SS. Assunta.

## Демографія
Населення за роками:

Станом на 1 січня 2023 року в муніципалітеті офіційно проживало 214 іноземців з 33 країн, серед них 44 громадяни країн Євросоюзу та 84 громадяни України.

## Сусідні муніципалітети
- Баколі